# Comisia Aliată de Control
Comisia Aliată de Control sau Autoritatea Aliată de Control (în limbile engleză: Allied Control Council, germană: Alliierter Kontrollrat) se referă de obicei la organismul de guvernare a Germaniei ocupate. Din acest corp conducător făceau parte reprezentanții „celor trei mari” (SUA, URSS, Regatul Unit), la care s-a adăugat mai târziu și Franța, țară care nu a avut însă îndatoriri specifice în acest consiliu. Sediul Comisiei Aliate de Control s-a aflat în Berlin-Schöneberg.

## Începuturile
După moartea lui Adolf Hitler, Karl Dönitz a devenit președinte al Germaniei, în conformitate cu prevederile testamentului politic al lui Hitler. Karl Dönitz a autorizat semnarea la Rheims a capitulării necondiționate a tuturor forțelor germane aflate în luptă cu forțele aliate. Capitularea a intrat în vigoare în ziua de 8 mai 1945. S-a încercat să se stabilească un guvern sub conducerea cancelarului Lutz Schwerin von Krosigk. Acest guvern nu a fost recunoscut de Aliați, iar Dönitz și alți fruntași ai Germaniei Naziste au fost arestați pe 23 mai de forțele britanice.
Actul capitulării Germaniei folosit în cadrul ceremoniei de la Cartierul General al Forțelor Expediționare Aliate de la Rheims fost copiat după actul folosit câteva zile mai devreme pentru capitularea forțelor germane din Italia. Nu a fost folosit modelul conceput Comisia Europeană Consulatativă, ceea ce a dus la apariția unor probleme juridice pentru aliați, deoarece deși forțele armate capitulaseră necondiținat, guvernul „civil” german nu fusese inclus între părțile semanatare ale actului de predare. Acest amănunt a fost considerat foarte important, deoarece Hitler s-a folosit de capitularea din 1918 a guvernului „civil” dar nu și a armatei pentru lansarea legendei „pumnalului înfipt în spate”. Aliații și-au dat seama că nu trebuie să dea niciun argument juridic vreunui viitor regim ostil german pentru redeschiderea unui conflict. Până în cele din urmă, Aliații au ajuns la concluzia că nu trebuie să recunoască legalitea guvernării lui Dönitz, iar în schimb au procedat la semnarea unui document al celor patru puteri învingătoare – Comisia Aliată de Control. Pe 5 iunie 1945, la Berlin, comandanții supremi ai celor patru puteri învingătoare au semnat Declarația cu privire la Germania înfrântă (așa-numita „Declarație de la Berlin”), care abolea în mod oficial orice formă germană de conducere a națiunii: 
„Guvernele Statelor Unite ale Americii, Uniunii Republicilor Socialiste Sovietice, Regatului Unit și Guvernul provizoriu al Republicii Franceze, își asumă prin aceasta autoritatea supremă în ceea ce privește Germania, incluzând toate puterile aflate în posesia guvernului german, Înaltului Comandament și oricărei autorități sau guvernări ale statului, municipalităților sau autorităților locale. Asumarea sus-numitei autorități și puteri pentru scupurile declarate mai înainte nu are ca efect anexarea Germaniei.”—US Department of State, Treaties and Other International Acts Series, No. 1520.
Exercitarea efectivă a puterilor era făcută cu în conformitate cu înțelegerile stabilite încă din 14 noiembrie1944 de către reprezentanții „celor trei mari puteri” la Londra. Germania a fost împărțită în trei zone de ocupație – americană, britanică și sovietică, fiecare zonă fiind condusă de un guvernator militar (mai apoi de un „Înalt comisar”). Ceva mai târziu, americanii și britanicii au cedat teritorii care au format zona franceză de ocupație. Rezolvarea problemelor care priveau Germania ca un tot urmau să fie făcută prin consens de cei trei (mai târziu patru) guvernatori militari, care urmau să formeze o singură autoritate – Comisia Aliată de Control. 
Scopul aceste comisii de control, la fel ca și în cazul altor comisii și comitete de control care aveau să fie înființate de puterile aliate pentru fiecare țară înfrântă membră a Axei, era rezolvarea problemelor administrației centrale ale statelor ocupate, în condițiile în care, în special în Germania, administrația publică se dezintegrase la sfârșitul războiului. De asemenea, Comisia Aliată de Control trebuia să se asigure că guvernările militare din cele patru zone de ocupație respectau în mare aceleași criterii în întreaga țară. Pe 2 august 1945, la Potsdam, au fost stabilite noi obiective clare pentru  Comisia Aliată de Control.

## Operațiuni
Pe 30 august 1945 s-a autoconstituit Comisia de Control și a emis prima sa proclamație, prin care poporul german era informat de existența Comisiei și afirma că directivele și ordinele emise de comandanții zonali nu sunt afectate de înființarea sus-numitului Consiliu. Primii membri ai Comisiei de Control au fost mareșalul Gheorghi Jukov din partea Uniunii Sovietice, mareșalul Bernard Montgomery din partea Regatului Unit, generalul Dwight Eisenhower din partea SUA și generalul Jean de Lattre de Tassigny din partea Franței. 
În perioada care a urmat, Comisia Aliată de Control a emis un mare număr de legi, directive, ordine și proclamații. Ele priveau abolirea legilor și organizațiilor naziste, denazificarea dar și subiecte mai prozaice precum tarifele telefonice sau combaterea bolilor venerice. Relațiile dintre Aliații occidentali, (în special SUA și Regatul Unit), și Uniunea Sovietică s-au deteriorat rapid, la fel ca buna cooperare în cadrul administrării Germaniei ocupate. În ciuda protestelor sovietice, SUA și Anglia au făcut eforturi pentru creștera colaborării economice dintre diferitele regiuni, iar pe 1 ianuarie 1947 zonele britanică și americană s-au unit pentru a forma Bizona. În cursul anului 1947 și începutul anului următor, Aliații occidentali au început pregătirea unei reforme monetare pentru introducerea mărcii ca prim pas pe calea creării unui stat independent german. În momentul în care sovieticii au aflat despre aceste preparative, ei au protestat afirmând că reformele occidentale reprezintă o încălcare a Acordului de la Potsdam, că ele fac evident faptul că anglo-americanii nu sunt interesate de continuarea controlului celor patru puteri învingătoare asupra Germaniei și că în aceste circumstanțe, existența Comisiey de Control nu-și mai are rostul. Pe 20 martie 1948, reprezentantul sovietic din acel moment, mareșalul Vasili Sokolovski, a părăsit ședința Comisiei și nu a mai participat la nicio întrunire. 

## După întreruperea funcționării
Cum Comisia de Control nu putea să funcționeze decât cu acordul tuturor celor patru membri ai săi, plecarea reprezentantului sovietic a paralizat practic instituția, iar în scurtă vreme Războiul Rece a atins primul moment major de criză în timpul blocadei sovietice a Berlinului. Comisia Aliată de Control nu a fost dizolvată din punct de vedere oficial, dar și-a încetat toate activitățile cu excepția operațiunilor „autorităților celor patru puteri” – controlul asupra închisorii Spandau, (unde au fost reținute până în 1987 persoanele condamnate în procesele de la Nürnberg), și Centrului de Securitate Aeriană Berlin. 
Puterile occidentale au constituit „Înalta Comisie Aliată” în septembrie 1949, care a rămas operațională până în 1955. În Germania Răsăriteană, Administrația sovietică și reprezentantul ei din Comisia Aliată de Control erau cea mai înaltă autoritate. Mai târziu, această poziție a fost convertită în cea de „Înalt comisar”, care a funcționat până în momentul în care Republica Democrată Germană a devenit suverană. 
Germania a rămas din punct de vedere oficial sub ocupație militară până pe 15 martie 1991, când a fost ratificat de către germani Tratatul de la Moscova din 12 septembrie 1990. Acest tratat, cu valoare de tratat de pace final, a fost semnat de cele patru puteri și cele două guverne germane și a restaurat suveranitate Germaniei. Semnarea tratatului a însemnat încheierea oficială a existenței Comisiei Aliate de Control.